# Allantodia petrii
Allantodia petrii là một loài thực vật có mạch trong họ Woodsiaceae. Loài này được (Tardieu) Ching miêu tả khoa học đầu tiên năm 1964.